# Javier Toledo
Javier Fabián Toledo (Marcos Juárez, 20 de abril de 1986) es un futbolista argentino. Juega de centrodelantero en el Club Atlético Temperley de la Primera Nacional.

## Trayectoria

### Chacarita
Inició su carrera en el profesionalismo a la edad de 19 años, jugando en Chacarita Juniors, entidad en la que debutó en la temporada 2005-06 de la Segunda División.

### Sarmiento
Posteriormente, el año 2007 pasó en calidad de cedido, a jugar en el club Sarmiento, de Junín, de la Primera B Metropolitana, donde fue enviado para ganar experiencia y contar con mayores oportunidades de jugar continuamente. Marcó 15 goles en 36 partidos.

### Deportivo Cuenca
En 2008 pasa a Deportivo Cuenca.

### Regreso a Chacarita
Vuelve a Argentina para vestir nuevamente la camiseta de Chacarita, durante la temporada 2008-09. En dicha temporada fue el goleador de Chacarita en el torneo con 16 goles y obtuvo el ascenso con el funebrero.

### Al-Ahli
Lo anterior, le significó pasar al Club Al-Ahli de Arabia Saudita, donde sólo permaneció el segundo semestre de 2009 convirtiendo 8 goles en 15 partidos disputados.

### Atlético Paranaense
Así recaló durante el primer semestre del año 2010 en el Atlético Paranaense.

### Rosario Central
A mediados de 2010, fichó para Rosario Central de la Primera B Nacional en su momento, donde jugó por tres temporadas, la primera bajo la dirección técnica de Mostaza Merlo (en ese torneo también dirigieron Héctor Rivoira, Fernando Lanzidei y Omar Arnaldo Palma, luego Juan Antonio Pizzi y finalmente Miguel Ángel Russo.
En el último año, ascendió con Miguel Ángel, marcó los 3 goles del Ascenso. Fue el goleador del equipo.

### Colo-Colo
Con fecha 18 de julio ficha con el Colo-Colo. Marcó 3 goles en 8 encuentros. Solo estuvo un semestre 

### Peñarol
El 3 de febrero de 2014 se convierte en un nuevo refuerzo para Peñarol a pedido de Jorge Fossati, tanto el técnico como el jugador eran representados por el mismo empresario. En su partido debut con la camiseta aurinegra convierte un gol de cabeza frente a Racing para el empate 1-1 en el Torneo Clausura, su rendimiento no fue suficiente para ganarse un puesto y debió irse al término del Torneo Clausura, al igual que Fossati.

### Lobos BUAP
A final de julio de 2014, se va para el Lobos BUAP.

### San Martín (SJ)
Llega al conjunto sanjuanino para reforzar la delantera luego de la lesión de Carlos Bueno . El 12 de septiembre de 2015 juega su primer partido como titular, justamente contra Godoy Cruz en el Clásico de Cuyo, haciendo un gol a pesar de que su equipo perdió 2 a 1.

### Atlético Tucumán

#### Temporada 2018
El 28 de enero de 2018 es anunciado como nuevo refuerzo de Atlético Tucumán, siendo presentado el 31 de enero de ese mismo mes. Hizo su debut el 12 de febrero, por la fecha 15 de la Superliga Argentina contra su exequipo San Martín (SJ), anotando un agónico gol para el triunfo del decano. El segundo tanto lo anotaría frente a Argentinos en el Diego Armando Maradona, el encuentro finalizó 2 a 2. El 18 de marzo marcaría su tercer gol en el Gigante del Norte ante Boca Juniors en el empate 1 a 1. El cuarto tanto sería ante The Strongest para ganar en la altura de La Paz 2 a 1.
El 23 de abril se confirma que el delantero sufrió la rotura del tendón de Aquiles, impidiéndole volver a las canchas hasta fin de año.

#### Temporada 2019
Por la Copa de la Superliga Argentina, vuelve a marcar después de casi un año, frente a Talleres de Córdoba, en la derrota 3-2 por el partido de ida. En el partido de vuelta, marcó de tiro penal el segundo gol de Atlético, en la victoria 2-0. Volvió a anotar por duplicado en los cuartos de final de la Copa frente a River Plate en la victoria 3-0 del decano y en el partido de vuelta volvió a marcar un gol, llegando a los 6 goles en 4 partidos jugados. El decano tucumano quedaría eliminado en semifinales contra Tigre aunque Toledo sería premiado como goleador de la primera edición de la Copa de la Superliga Argentina

#### Temporada 2020
En la temporada 2019/2020 empezaría anotando por las copas nacionales (Copa Argentina) frente a Boca Unidos y Colón de Santa Fe respectivamente. En el torneo anotaría frente a Talleres de Córdoba, nuevamente a Colón de Santa Fe (victoria 2-0 de Atlético) y frente a Racing Club (estableciendo el empate del partido con un marcador de 1 a 1). Anotaría su último gol en el campeonato sería ante River Plate en el empate 1 a 1 evitando que el "Millonario" ganara la Superliga Argentina. Por la Copa Diego Armando Maradona 2020 anotó 2 goles en 9 partidos, su equipo quedaría último en el Grupo B de la "Fase Campeón".

#### Temporada 2021
El 10 de marzo anota su gol número 20 en el Decano, frente a Comunicaciones por los teintaidosavos de final de la Copa Argentina, llegando a conformar la lista de goleadores históricos del club. Volvería a marcar por duplicado en la victoria 2-1 frente a Sarmiento de Junín cuando su equipo perdía por 1-0 por la Copa de la Liga Profesional 2021. Asistiría a Junior Benítez en la victoria por 2-0 frente a Vélez Sarsfield. Marcaría nuevamente por duplicado frente a Defensa y Justicia, en la goleada  por 5 a 0 de Atlético en la última fecha de la Copa de la Liga Profesional por la fase de zonas.

#### Salida de Atlético Tucumán
El atacante de 35 años no pudo llegar a un acuerdo con el "Decano" para renovar el contrato que se vence el 30 de junio, por lo que decidió buscar un nuevo club. Su paso en Atlético Tucumán fue de 81 partidos jugados (entre la Primera División de Argentina, Copa Argentina, Copa de la Superliga Argentina, Copa de la Liga Profesional, Copa Libertadores y Copa Sudamericana) con 24 goles anotados (en la sumatoria de todas las competiciones disputadas líneas atrás), llegando a conformar la lista histórica de goleadores en Atlético.

### Sol de América
El delantero argentino de 35 años de edad, Javier Toledo, ficharía en 2021 por el "Dragón Azul".
El delantero, ya había tenido un paso por el club, donde fue el goleador solense en el Torneo Clausura 2017, registrando un total de 9 goles en 17 apariciones.

### Sarmiento
En el 2022 regresa a Sarmiento de Junín aunque su temporada ha sido regular debido a que no ha tenido buenas actuaciones cuando le ha tocado jugar. Alto burro.

### Colón de Santa Fe
El 9 de agosto de 2023, se convirtió en refuerzo de Colón de Santa Fe, de la Primera División de Argentina.

### Temperley
El 1 de enero de 2025, ficho por el Club Atlético Temperley.

## Estadísticas

### Clubes
| Club                          | País                | Año                 | PJ  | G   | Anotado |
| ----------------------------- | ------------------- | ------------------- | --- | --- | ------- |
| Chacarita Juniors (2 etapas)  | Argentina           | 2005-2006/2008-2009 | 59  | 20  | 0.34    |
| Sarmiento de Junín (2 etapas) | Argentina           | 2007/2022-2023      | 96  | 26  | 0.27    |
| Rosario Central (2 etapas)    | Argentina           | 2010-2013           | 64  | 17  | 0.27    |
| Deportivo Cuenca              | Ecuador             | 2008                | 21  | 3   | 0.14    |
| Al-Ahli                       | Arabia Saudita      | 2009                | 1   | 0   | 0       |
| Atlético Paranaense           | Brasil              | 2010                | 3   | 0   | 0       |
| Sol de América (2 etapas)     | Paraguay            | 2011-2012/2021      | 33  | 13  | 0.39    |
| Colo-Colo                     | Chile               | 2013                | 15  | 3   | 0.2     |
| Peñarol                       | Uruguay             | 2014                | 12  | 2   | 0.17    |
| Lobos BUAP                    | México              | 2014-2015           | 13  | 3   | 0.23    |
| San Martín de San Juan        | Argentina           | 2015-2016           | 22  | 9   | 0.41    |
| Estudiantes de La Plata       | Argentina           | 2016-2017           | 27  | 6   | 0.22    |
| Atlético Tucumán              | Argentina           | 2018-2021           | 81  | 24  | 0.3     |
| Colón de Santa Fe             | Argentina           | 2023-2024           | 53  | 10  | 0.19    |
| Temperley                     | Argentina           | 2024-presente       | 18  | 0   | 0       |
| Total en su carrera           | Total en su carrera | Total en su carrera | 518 | 136 | 0.26    |

#### Estadísticas
| Club                       | Temporada | Div.  | Liga | Liga | Copas Nacionales (1) | Copas Nacionales (1) | Copas Internacional (2) | Copas Internacional (2) | Total | Total | Prom. · |
| Club                       | Temporada | Div.  | PJ   | G    | PJ                   | G                    | PJ                      | G                       | PJ    | G     | Prom. · |
| -------------------------- | --------- | ----- | ---- | ---- | -------------------- | -------------------- | ----------------------- | ----------------------- | ----- | ----- | ------- |
| Atlético Tucumán Argentina | 2018      | 1.ª   | 9    | 3    | 0                    | 0                    | 3                       | 1                       | 12    | 4     | 0.33    |
| Atlético Tucumán Argentina | 2018/19   | 1.ª   | 15   | 0    | 6                    | 6                    | 0                       | 0                       | 21    | 6     | 0.29    |
| Atlético Tucumán Argentina | 2019/20   | 1.ª   | 19   | 5    | 2                    | 2                    | 4                       | 0                       | 25    | 7     | 0.28    |
| Atlético Tucumán Argentina | 2020      | 1.ª   | -    | -    | 9                    | 2                    | 2                       | 0                       | 11    | 2     | 0.18    |
| Atlético Tucumán Argentina | 2021      | 1.ª   | -    | -    | 12                   | 5                    | -                       | -                       | 12    | 5     | 0.42    |
| Atlético Tucumán Argentina | Total     | Total | 43   | 8    | 29                   | 15                   | 9                       | 1                       | 81    | 24    | 0.3     |
| Sol de América Paraguay    | 2021      | 1.ª   | 16   | 4    | -                    | -                    | -                       | -                       | 16    | 4     | 0.25    |
| Sol de América Paraguay    | Total     | Total | 16   | 4    | -                    | -                    | -                       | -                       | 16    | 4     | 0.25    |
| Sarmiento (J) Argentina    | 2022      | 1.ª   | 22   | 5    | 11                   | 2                    | -                       | -                       | 33    | 7     | 0.21    |
| Sarmiento (J) Argentina    | 2023      | 1.ª   | 26   | 4    | 1                    | 0                    | -                       | -                       | 27    | 4     | 0.15    |
| Sarmiento (J) Argentina    | Total     | Total | 48   | 9    | 12                   | 2                    | -                       | -                       | 60    | 11    | 0.18    |
| Colón Argentina            | 2023      | 1.ª   | 1    | 0    | 12                   | 2                    | -                       | -                       | 13    | 2     | 0.15    |
| Colón Argentina            | 2024      | 2.ª   | 38   | 7    | 2                    | 1                    | -                       | -                       | 40    | 8     | 0.2     |
| Colón Argentina            | Total     | Total | 27   | 7    | 14                   | 3                    | -                       | -                       | 53    | 10    | 0.19    |

## Palmarés

### Campeonatos nacionales
| Título             | Club            | País      | Año  |
| ------------------ | --------------- | --------- | ---- |
| Primera B Nacional | Rosario Central | Argentina | 2013 |

Logros

### Distinciones individuales
| Título                     | Club      | País      | Año  |
| -------------------------- | --------- | --------- | ---- |
| Ascenso a Primera División | Chacarita | Argentina | 2009 |

| Distinción                                           | Año  |
| ---------------------------------------------------- | ---- |
| Máximo goleador de la Copa de la Superliga (6 goles) | 2019 |